# Веселе (Корюківський район)
Весе́ле — село в Україні, у Менській міській громаді Корюківського району Чернігівської області. Населення становить 39 осіб. До 2016 року орган місцевого самоврядування — Данилівська сільська рада.

## Історія
Село засноване у 1961 році.
12 червня 2020 року, відповідно до розпорядження Кабінету Міністрів України № 730-р «Про визначення адміністративних центрів та затвердження територій територіальних громад Чернігівської області», село увійшло до складу Менської міської громади.
19 липня 2020 року, в результаті адміністративно-територіальної реформи та ліквідації Менського району, село увійшло до складу Корюківського району.